# 江苏恒顺集团
江苏恒顺集团有限公司，位於江苏省镇江市，前稱镇江恒顺酱醋厂，是中华老字號食醋酿造企业。

## 历史
公司始建於清朝道光二十年（1840年）。镇江丹县西彪村徒人朱兆怀创建“朱恒顺糟坊”，产百花酒，随着产量上升，酒糟也愈来愈多，朱氏就利用酒糟加入谷壳发酵，酿制成香醋，1850年将牌号改为"朱恒顺糟淋坊"，1893年又将牌号改为"朱恒顺酱醋糟坊"，并在作坊对面设立门市部批另兼营。以生产香醋知名。
恒顺二字，原自佛家《华严经》：恒顺众生愿。即永远随顺众生之善性所需。
1926年浙江镇海人李皋宇接盘恒顺，改字号“恒顺源记酱醋糟坊”； 1946年李氏第二代李友芳从上海来镇，全面掌管镇江恒顺业务。
1955年政府向恒顺派驻工作组，设立公私合营镇江恒顺酱醋厂；1958年镇江市政府把全市40余家酱醋作坊并入恒顺，当时有工人403人； 1966年成立国营镇江恒顺酱醋厂，开始建设劳动路（现名中山西路）厂区；2001年“恒顺醋业”股票（上交所：600305）在上海证券交易所挂牌上市，成为中国酱醋行业第一家上市公司。
1985年前，是当时镇江仅有的两家、亦是最主要的镇江香醋生产厂家。